# Can’t Hide Love (альбом)
Can’t Hide Love — студийный альбом американской певицы Кармен Макрей 1976 года, третий и последний выпущенный на лейбле Blue Note Records.

## Отзывы критиков
| Оценки критиков                            | Оценки критиков |
| Источник                                   | Оценка          |
| ------------------------------------------ | --------------- |
| AllMusic                                   | [ 3 ]           |
| Encyclopedia of Popular Music              | [ 4 ]           |
| The Rolling Stone Jazz & Blues Album Guide | [ 5 ]           |

Скотт Яноу в своём обзоре пишет: «Это та сессия, которая в первый раз убила Blue Note. Кармен Макрей отважно пытается интерпретировать неподходящие и низкопробные поп-мелодии („The Man I Love“ и „A Child Is Born“ — единственные исключения), и её поддерживает звёздный, но безликий оркестр, которому нечего делать. Секции трубачей не дано ни одного соло. Заглавная песня довольно нелепая, а такие песни, как „Only Women Bleed“ и „I Wish You Well“, совсем не соответствуют стилю Макрей». В журнале Billboard отметили, что Кармен придает Can’t Hide Love свой особый оттенок современной мелодии с джазовыми нотками, а инструменты аранжированы так, чтобы просто представить вокалистку, а не музыкантов. Рецензент журнала Cash Box: «Кармен — одно из выносливых многолетних растений. Она так хорошо звучит в песнях Эрика Кармена „All By Myself“ и Тэда Джонса „A Child Is Born“, что может сложиться впечатление, что песни были написаны для неё. Аккомпанемент исполняют лучшие голливудские профессионалы, а аранжировки — такие, как Джонни Манделл, Дэйв Грусин и Джеральд Уилсон. Великие песни появляются не так часто, как в прошлом, но когда они появляются, мы все должны быть благодарны, что у нас есть Кармен Макрей, которая отдает им должное».

## Список композиций
1. «Can’t Hide Love» (Скип Скарброф) — 3:53
2. «The Man I Love» (Джордж Гершвин, Айра Гершвин) — 4:14
3. «Only Women Bleed» (Элис Купер, Дик Вагнер) — 4:58
4. «I Wish You Well» (Билл Уизерс) — 3:16
5. «All by Myself» (Эрик Кармен) — 6:00
6. «Music» (Джеймс Тейлор) — 3:29
7. «Lost Up in Loving You» (Кенни Ранкин, Ивонн Ранкин, Уилл Смит) — 4:37
8. «You’re Everything» (Чик Кориа, Невилл Поттер) — 2:48
9. «Would You Believe?» (Рэнди Калифорния, Сай Коулман, Джеймс Липтон) — 4:07
10. «A Child Is Born» (Тед Джонс) — 3:24

## Участники записи
- Кармен Макрей — вокал
- Дон Менца, Джером Ричардсон — саксофон
- Блю Митчелл, Бобби Шу — труба
- Дэвид Фризина, Джеральд Винчи — скрипка
- Арти Кейн — фортепиано
- Маршалл Отуэлл — клавишные, фортепиано, электропиано
- Дейв Грусин, Джо Сэмпл — клавишные
- Иэн Андервуд — синтезатор
- Деннис Будимир, Ларри Карлтон — гитара
- Чак Бергофер, Джо Мондрагон — контрабас
- Уилтон Фелдер — бас-гитара
- Харви Мейсон — барабаны
- Ларри Банкер, Виктор Фельдман — перкуссия
- Лэнни Морган, Билл Грин, Гарри Кли, Эйб Мост, Билл Перкинс, Пит Кристлиб, Джек Нимиц, Эрни Уоттс — саксофон
- Эл Ааронс, Оскар Брашир, Бадди Чайлдерс, Снуки Янг — труба
- Джордж Боханон, Лью Маккрири, Гровер Митчелл, Кенни Шройер, Морис Спирс, Эрни Тэк — тромбон
- Струнный ансамбль Гилдхолла — струнные